# Albano Harguindeguy
Albano Eduardo Harguindeguy (* 11. Februar 1927 in Villa Valeria; † 29. Oktober 2012 in Los Polvorines) war ein argentinischer General und Innenminister unter dem Diktator Jorge Rafael Videla zur Zeit der argentinischen Militärdiktatur.
Harguindeguy wurden Menschenrechtsverletzungen vorgeworfen, aber er wurde 1989 von Präsident Carlos Menem zusammen mit anderen Mitgliedern der Diktatur begnadigt. Im Jahre 2004 weigerte er sich vor Gericht auszusagen und wurde unter Hausarrest gestellt. 2006 wurde ein Gnadengesuch von einem anderen Richter abgelehnt. Harguindeguy starb im Hausarrest.